# Renée Sanders
Renée Marjolein Sanders (Amsterdam, 18 maart 1959 – 21 oktober 2023) was een Nederlands regisseuse, radiomaakster, schrijfster en journaliste. In haar werk hield zij zich vooral bezig met de beschrijving van Joods Nederland. 

## Biografie
Sanders is de kleindochter van de in de Tweede Wereldoorlog door verraad omgekomen Comprecht Bernard (Gerard) Sanders. Hij was secretaris van de Joodse Raad van Enschede en stierf in 28 februari 1945 door uitputting in kamp Gross Rosen. Over de Joodse Raad in Enschede maakte Renée Sanders in 2001 een documentaire.
Ze werkte als journalist voor Elsevier, waarbij ze onder andere schreef over diverse bedrijven. Ze schreef ook voor (religieus) joodse tijdschriften, zoals Levend Joods Geloof. Sanders werkte in 1999 mee als interviewer aan het culturele televisieprogramma Close Up.

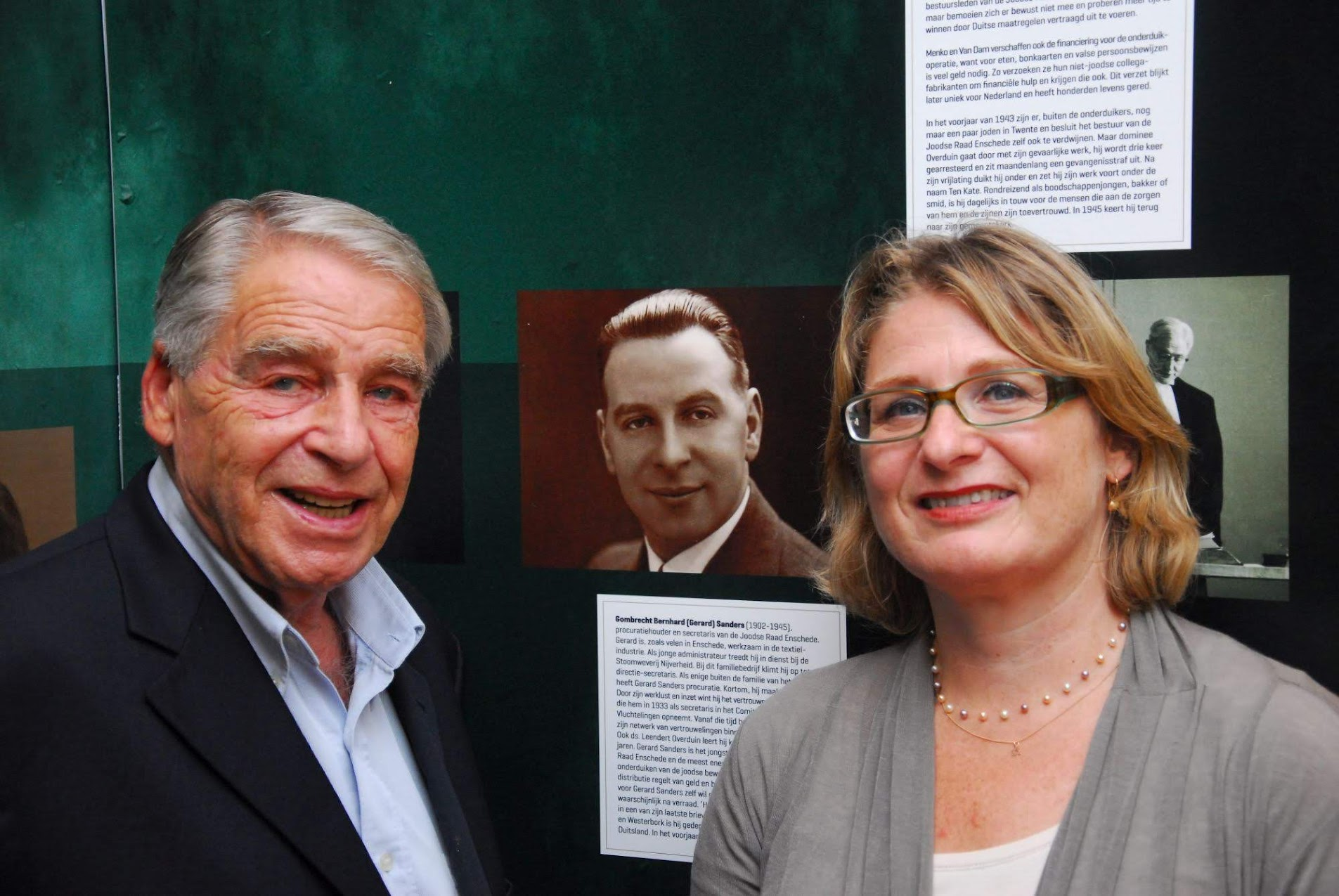

In 2010 maakte Sanders voor de Joodse Omroep een radiodocumentaire over de veelzijdigheid aan Joods leven in New York. Op 18 januari 2011 presenteerde het Joods Historisch Museum drie films van Sanders. Zij was zelf op deze avond aanwezig en werd door journalist Awraham Meijers geïnterviewd over haar werk. 
Sanders overleed op 64-jarige leeftijd.

## Documentaires
Sanders heeft onder andere de volgende documentaires als regisseur op haar naam staan:
- Maestro, Muzik een programma over de invloed van vooroorlogse Joodse artiesten op de lichte muziek en het amusement in Nederland (2009).
- Van onmacht naar Kracht over de Joodse raad te Enschede tijdens de Tweede Wereldoorlog (2001)
- Bij God en in de CIZ kon alles  over het joodse ziekenhuis, de Centrale Israëlietische Ziekenverpleging in Amsterdam (2002)
- Retourtje jodendom. Documentaire over Freddy Lange en Chelly Huisman-De Bock, de een liberaal, de ander orthodox, die als volwassenen andere (religieuze) keuzes maakten dan hun ouders.
- Ik bedek mijn schmerz met mijn nerts, over drie Joodse vrouwen van Duitse afkomst, rond de Beethovenstraat in Amsterdam (1999)
- Abel Herzberg, over de omstreden zionist Abel Herzberg, met onder andere opnames van Henriette Boas (1998)